# 73 Pegasi
73 Pegasi es una estrella de la constelación del Pegaso, es una gigante naranja que se encuentra a 290.9 años luz (89.2 parsecs), ubicada en las fronteras de su constelación.
73 Pegasi tiene un AR de 23h 35m 51.4 y una DEC +33° 29' 49", tiene una magnitud visual 5.78 y un tipo espectral K0III.

## Propiedades Físicas
73 Pegasi es una gigante naranja pesada y bastante grande dentro de su tipo estelar.
73 Pegasi tiene una magnitud absoluta de 1,03, un indice de color de 1.042, una temperatura 4800K, una estrella no tan caliente, una luminosidad de 16.6 luminosidades solares, una masa 2.23 masas solares y un radio de 5.9 radios solares.